# Муатт, Жан-Гийом
Жан-Гийом Муатт (фр. Jean-Guillaume Moitte; 11 ноября 1746, Париж — 2 мая 1810, Париж) — французский скульптор академического направления, исследователь древнеримского искусства, рисовальщик изделий декоративно-прикладного искусства стиля ампир.

## Биография

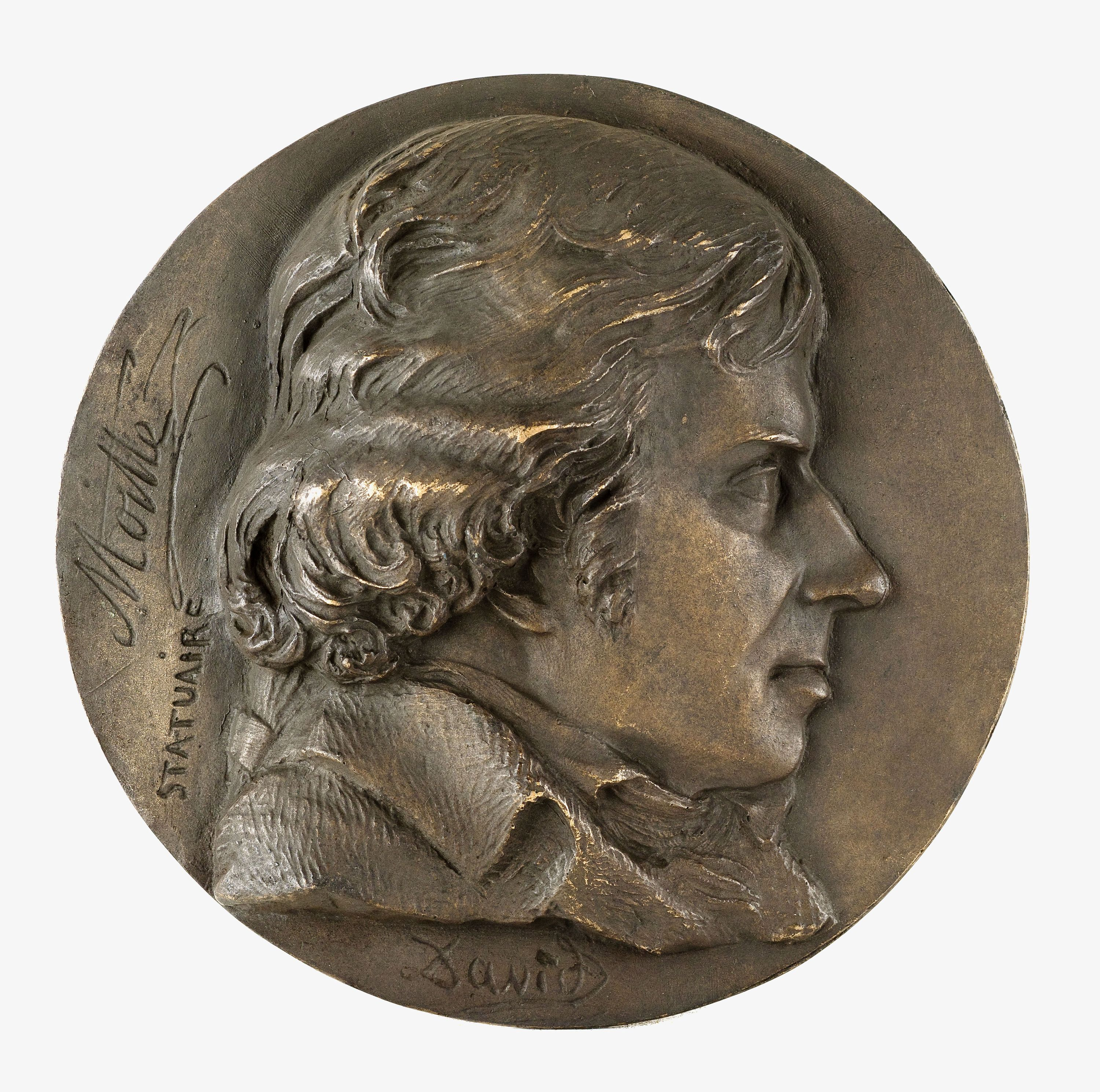
Давид д’Анже. Жан-Гийом Муатт. Медальон. 1882. Бронза, Музей Карнавале, Париж

Муатт был сыном живописца, рисовальщика и гравёра Пьера-Этьена Муатта (1722—1780). Он стал помощником и учеником скульптора Жана-Батиста Пигаля, затем Жана-Батиста Лемуана. В 1768 году он выиграл Римскую премию за скульптуру «Давид, несущий голову Голиафа». Затем он поступил в Королевскую школу привилегированных учеников (l’École royale des élèves protégés) и начал работу во Французской академии в Риме. Там он копировал образцы доспехов, оружия, шлемов и других предметов с древнеримских рельефов, включая барельефы Колонны Траяна. Но эта работа была прервана из-за болезни.
Муатт работал по заданиям королевского ювелира Огюста, участвовал в декоративных работах для памятников в столице. Ему было поручено создать скульптуры французских генералов, погибших в бою, такие как скульптура Адама Филиппа Кюстина для музея Версаля, надгробие Луи Дезе для Хосписа Большого Сен-Бернара или гробница Шарля Леклерка в Пантеонe в Париже. Во время Французской революции он создал скульптуры фронтона парижского Пантеона на тему «Отечества, венчающего гражданские и героические добродетели». Муат и Лоран Ролан были главными скульпторами внешнего оформления парижского Отеля де Сальм.
Жан-Гийом Муатт был членом Института Франции, кавалером ордена Почётного легиона. 20 декабря 1809 года он стал профессором Школы изящных искусств в Париже, сменив Огюстена Пажу.

## Галерея

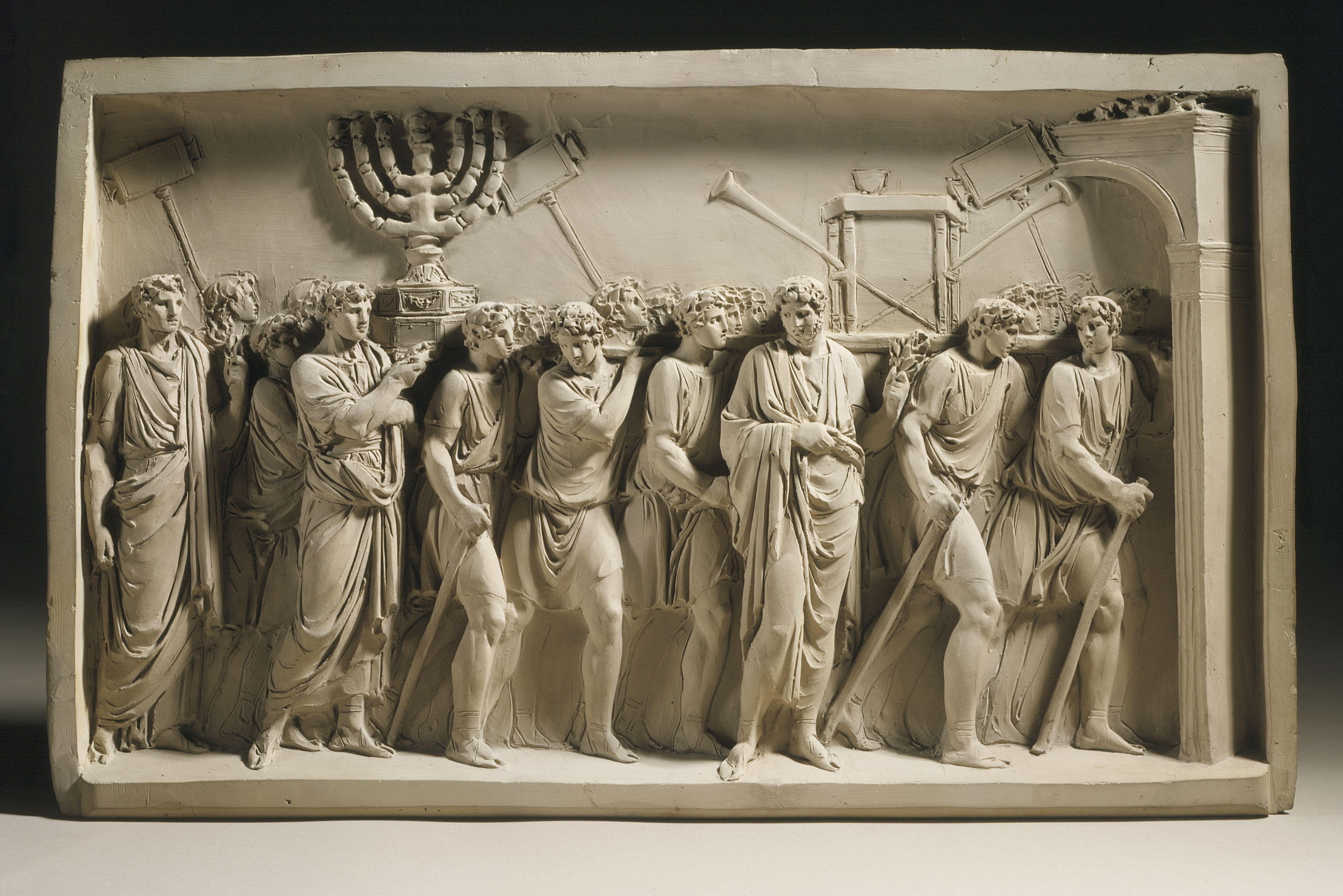
Шествие с трофеями Иерусалимского храма. Копия-реконструкция рельефа  Триумфальной арки Тита в Риме. Ок. 1791. Терракота. Музей искусств округа Лос-Анджелес, США
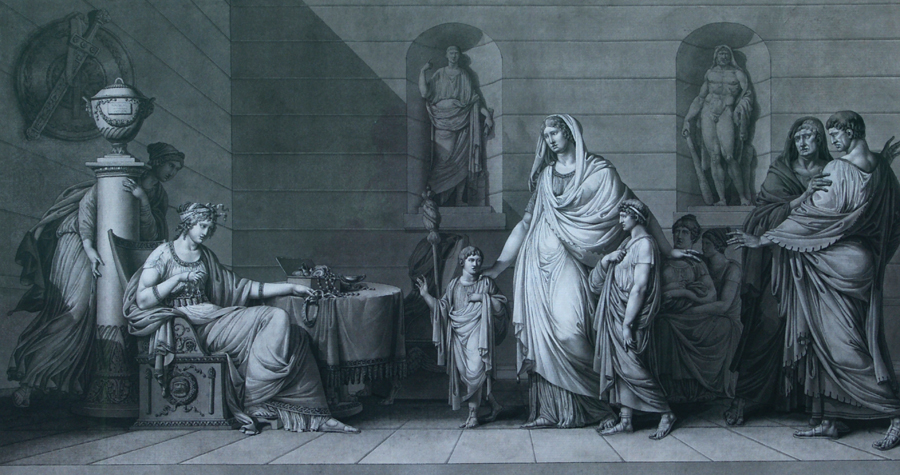
Корнелия, мать Гракхов. Эскиз. 1795. Бумага, кисть, перо, тушь, белила. Музей классического искусства, Мужен, Франция
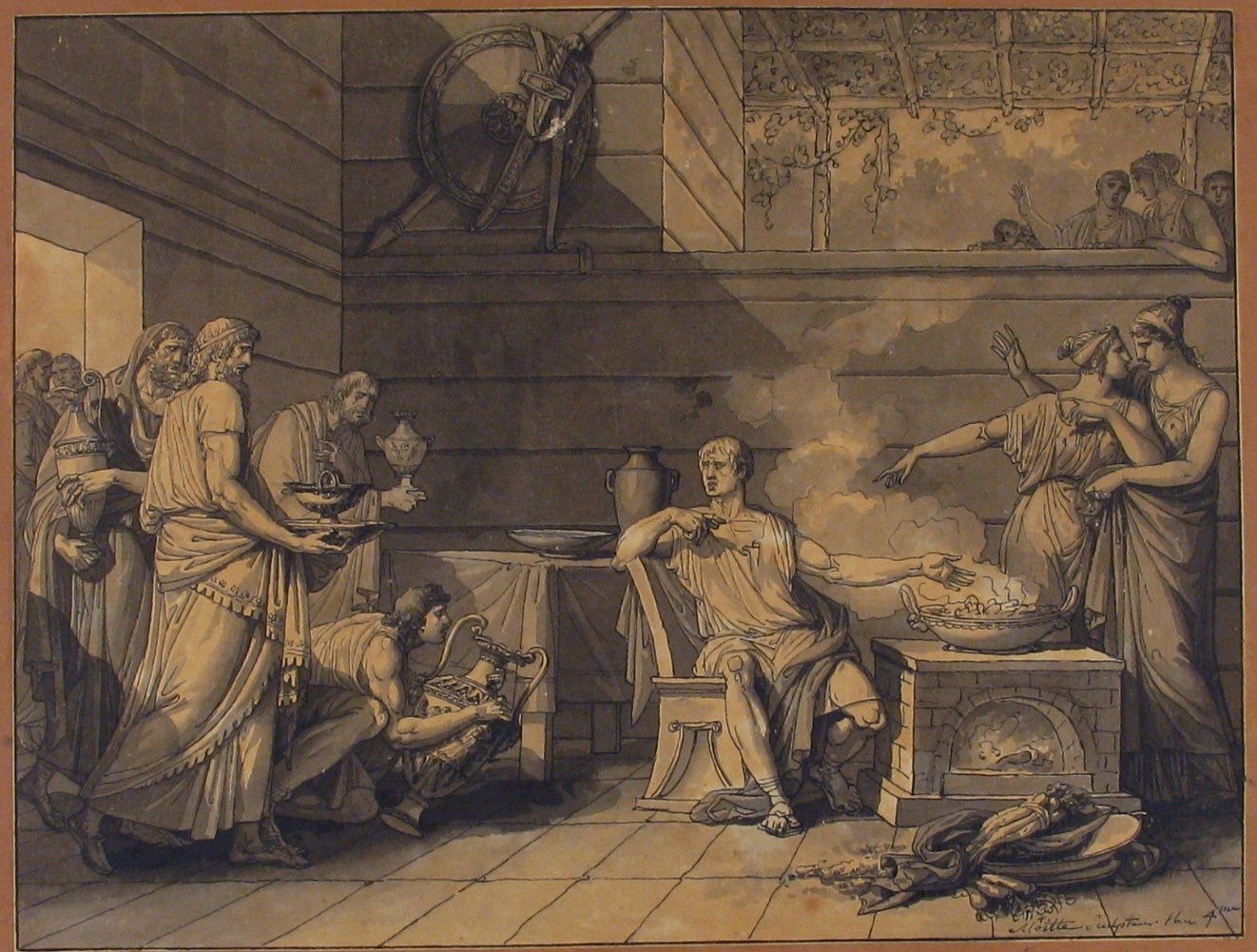
Маний Курий Дентат отказывается от подарков самнитских послов. 1795–1796. Бумага, кисть, перо, тушь. Метрополитен-музей, Нью-Йорк
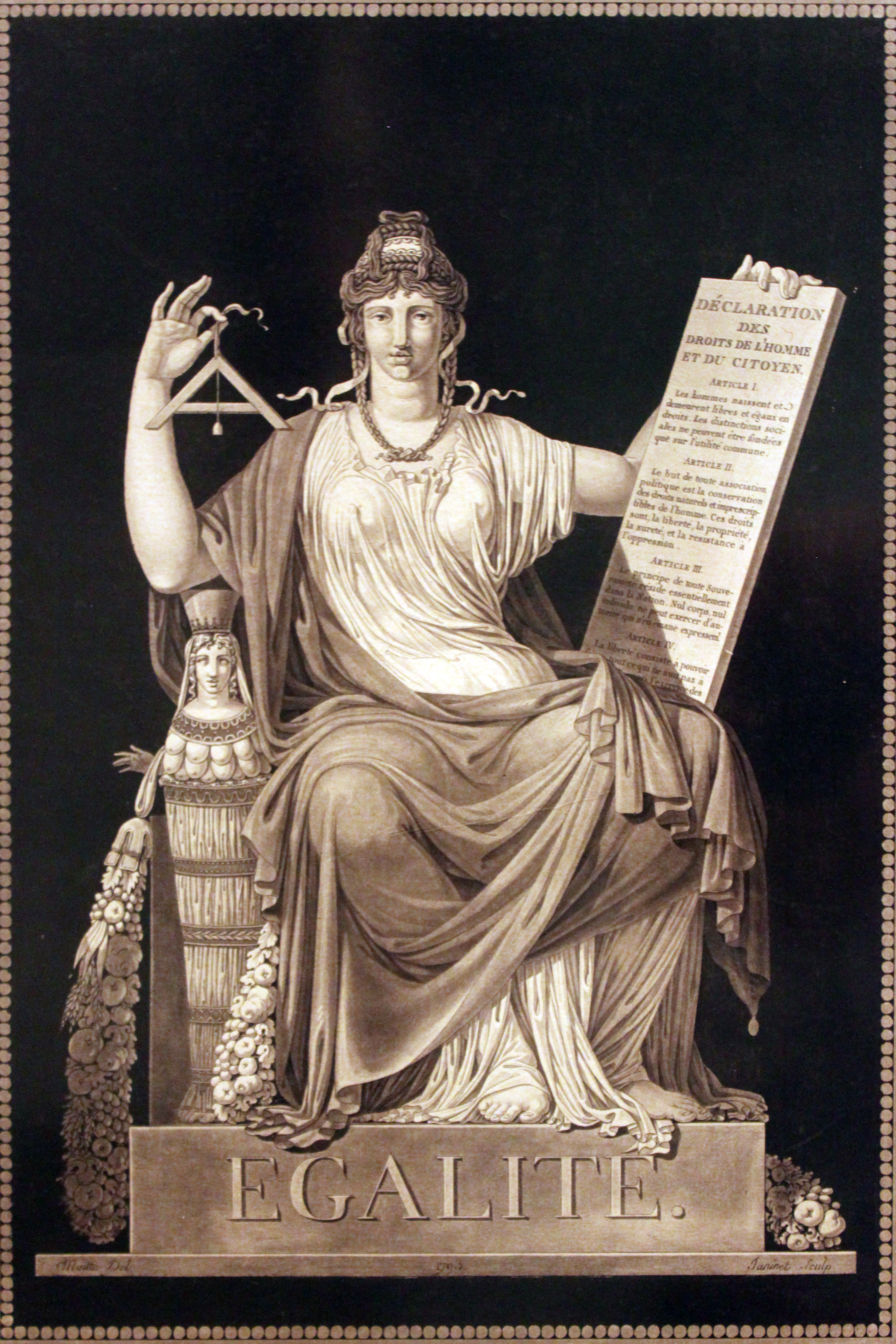
Аллегория равенства. 1793. Бумага, кисть, тушь. Немецкий исторический музей, Берлин
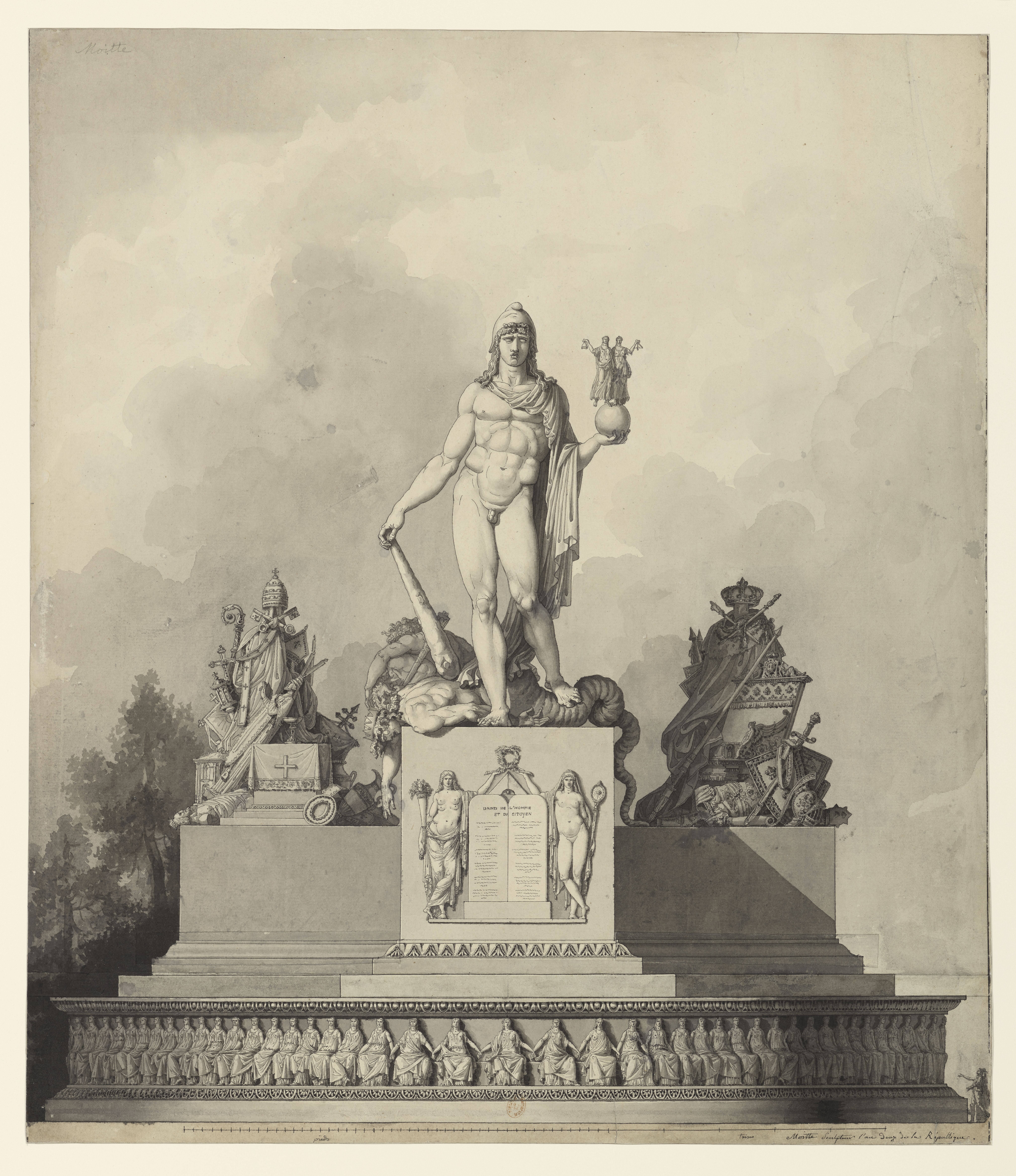
Проект памятника правам человека. 1793. Бумага, кисть, перо, тушь. Национальная библиотека Франции, Париж
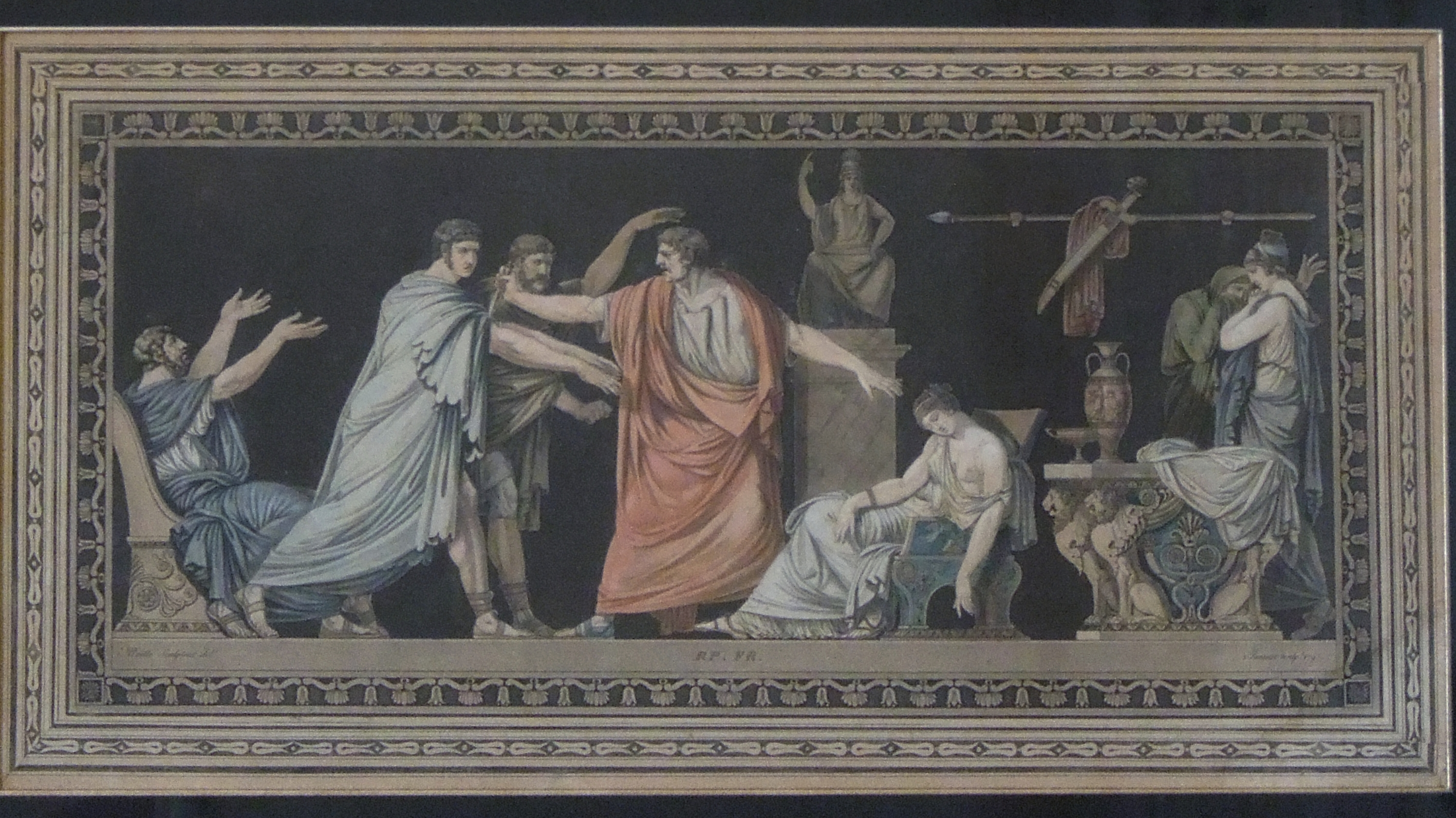
Последние мгновения Демосфена. Бумага, кисть, перо, тушь, акварель. Ницца, музей дворца Массена
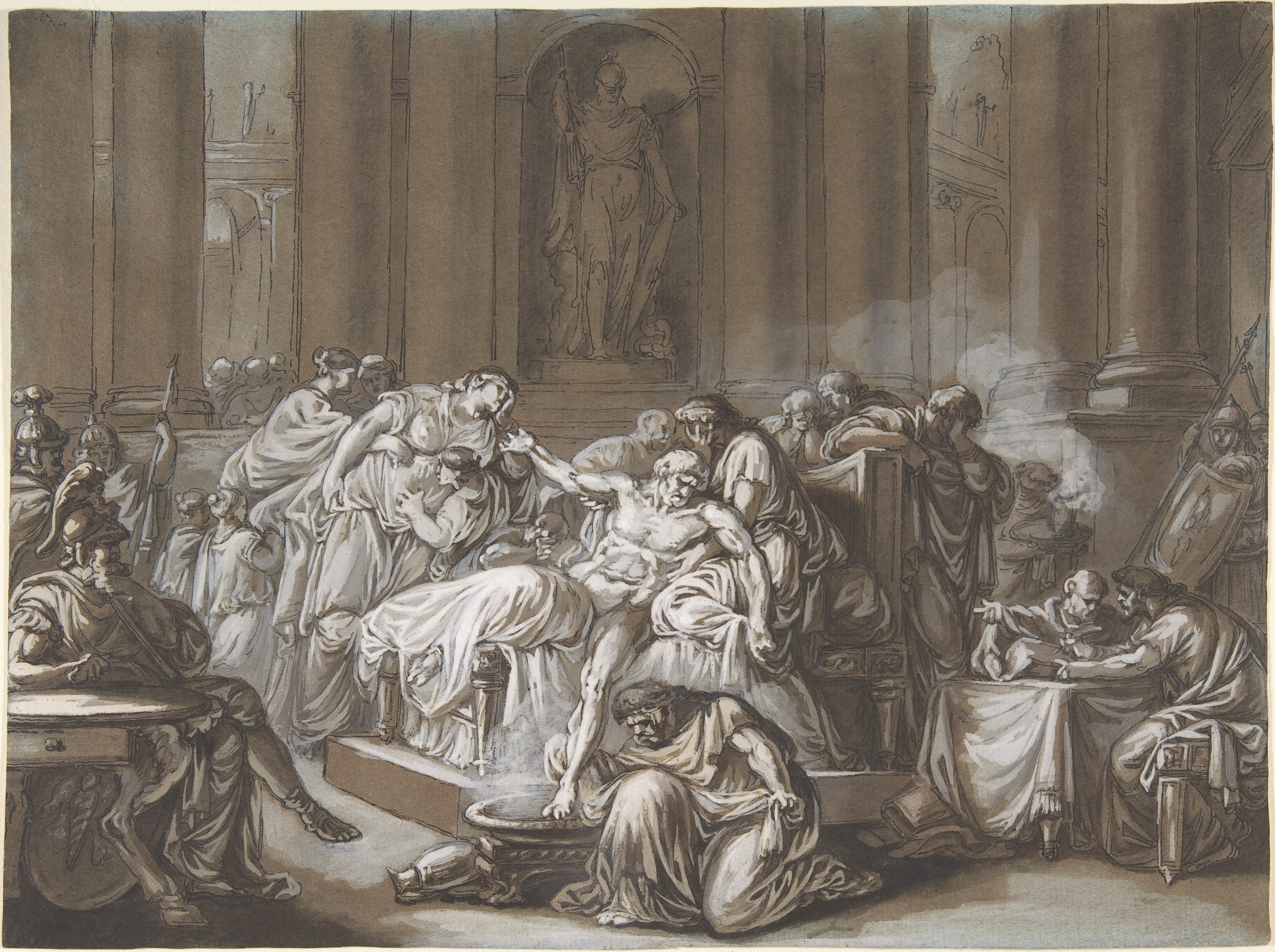
Смерть Сенеки. 1790-е. Бумага, кисть, перо, тушь, белила. Метрополитен-музей, Нью-Йорк
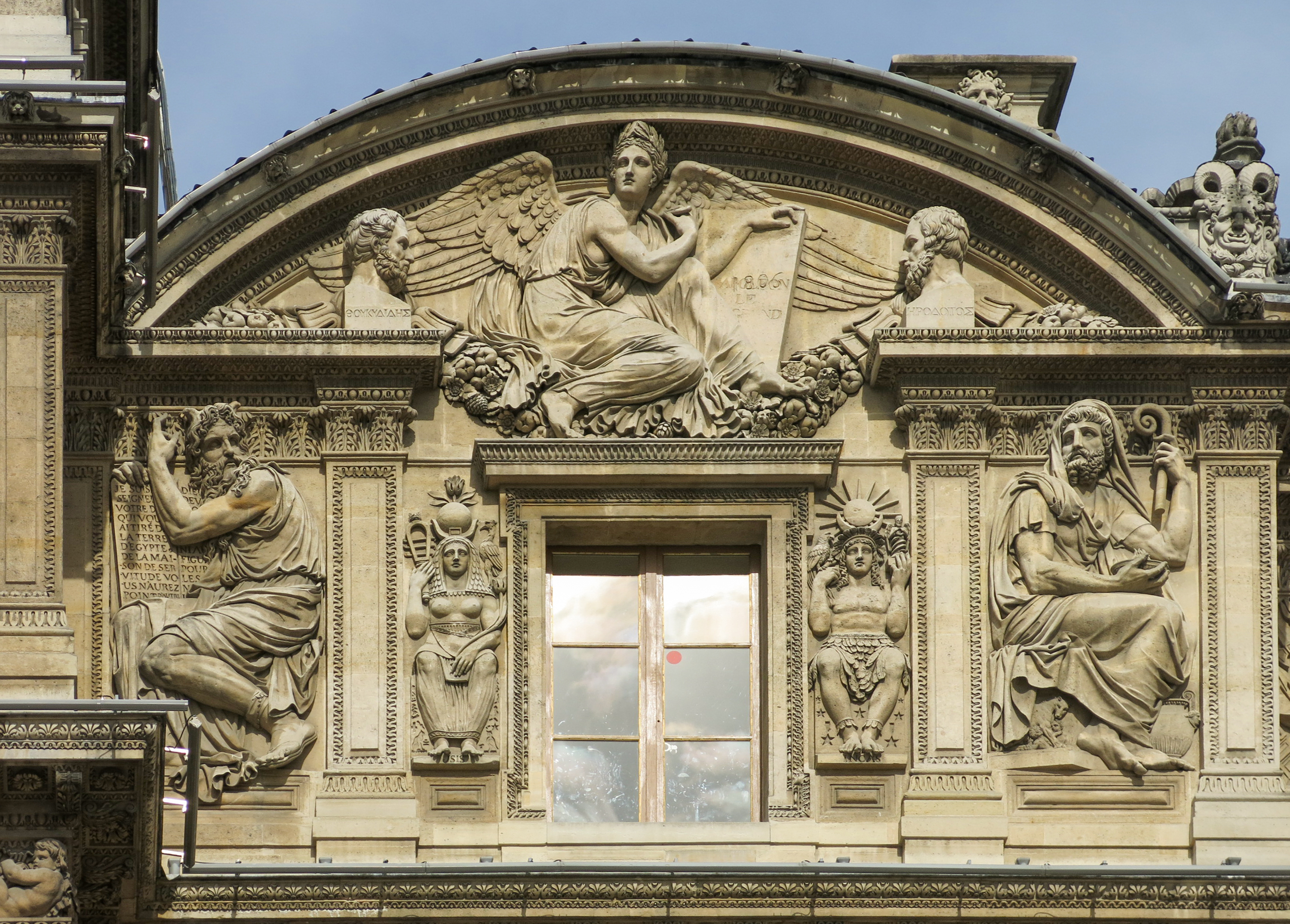
Рельеф (слева) аттика восточного фасада крыла Лемерсье. Квадратный двор Лувра, Париж (фигуры Моисея и Нумы Помпилия)
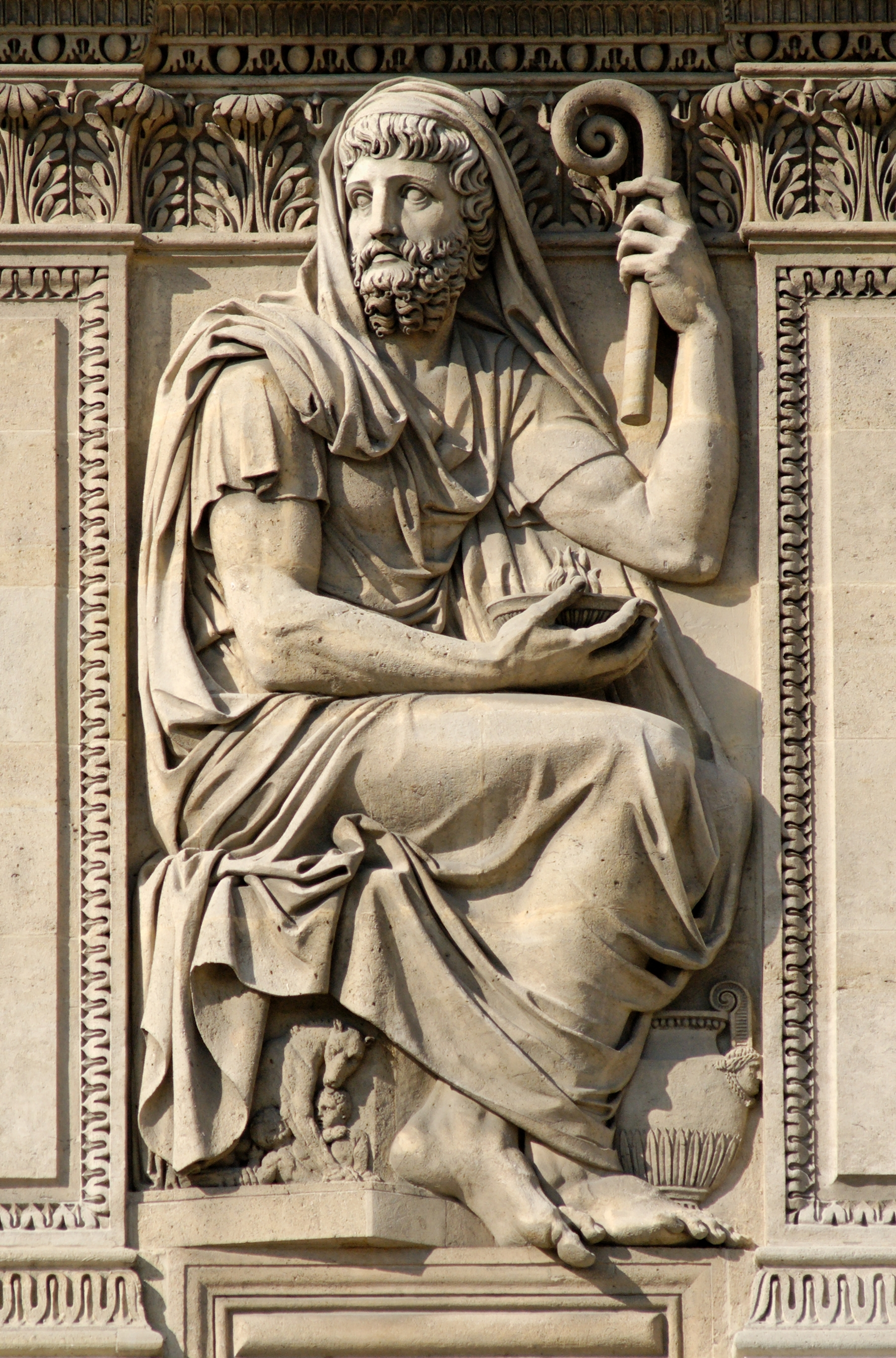
Римский царь Нума Помпилий. 1806. Рельеф аттика восточного фасада крыла Лемерсье. Квадратный двор Лувра, Париж.
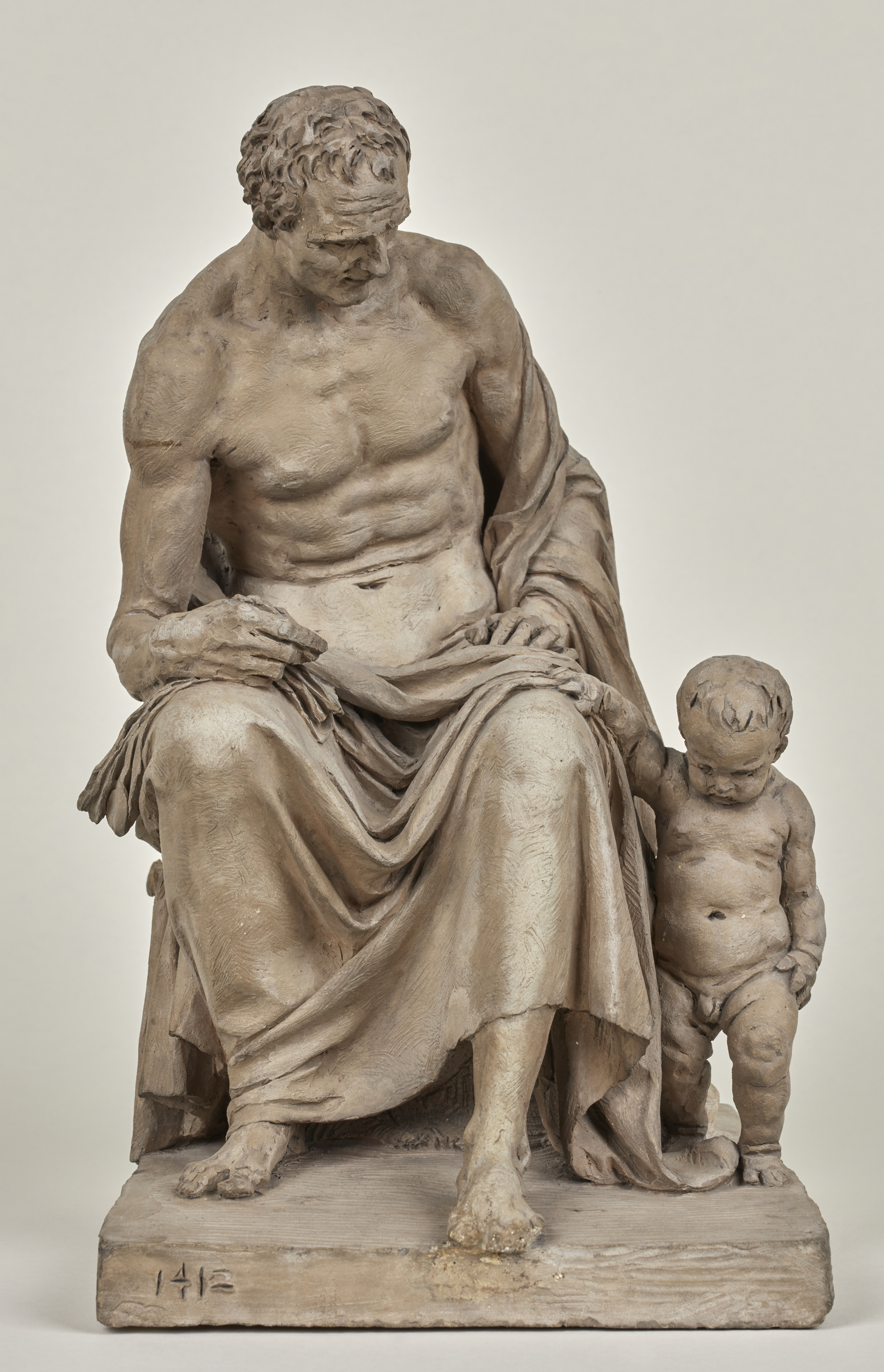
Жан-Жак Руссо наблюдает первые шаги детства, или Воспитание Эмиля. 1794. Терракота, Музей Карнавале, Париж
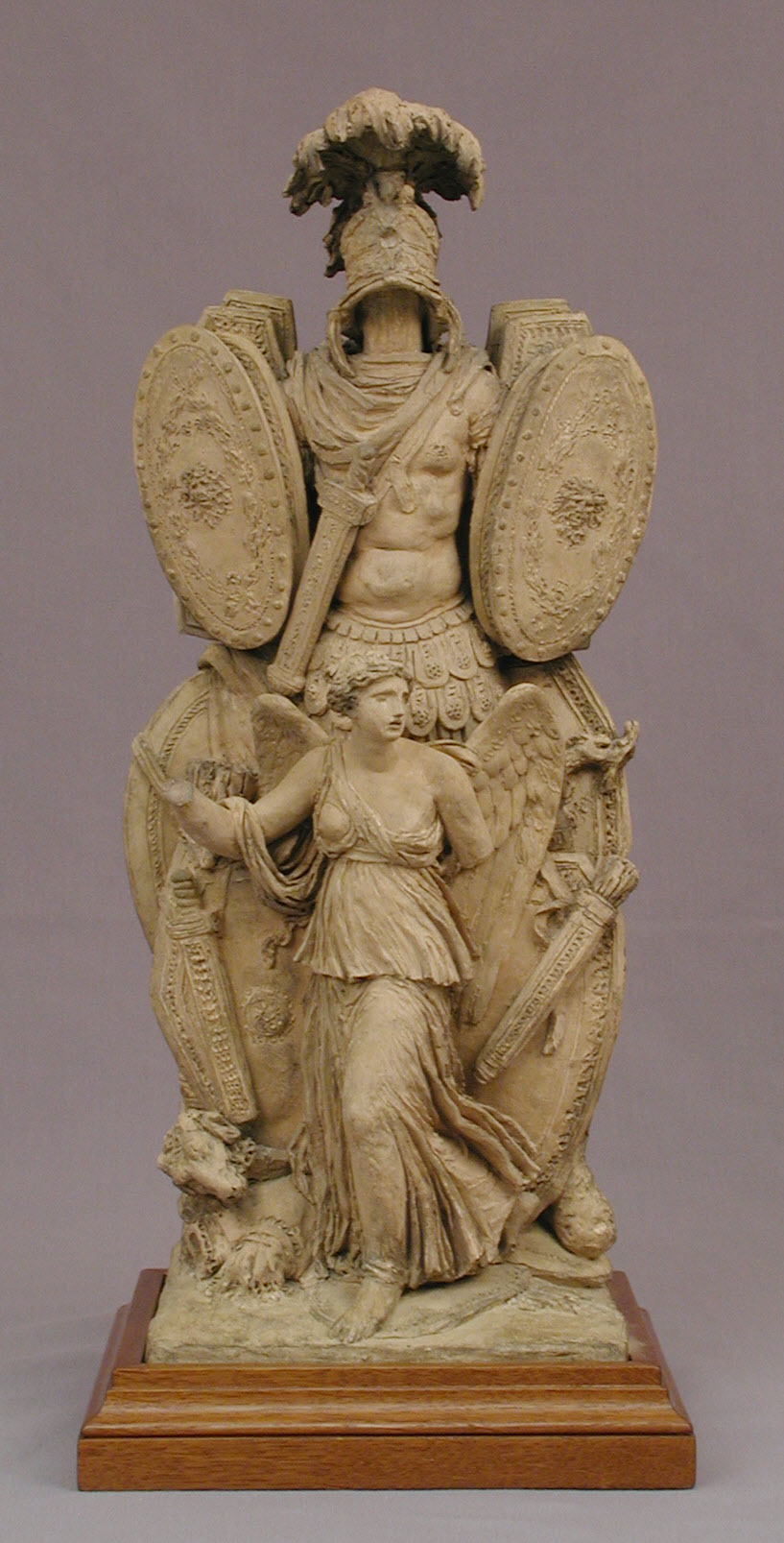
Бегущая Победа. 1789. Терракота. Метрополитен-музей, Нью-Йорк
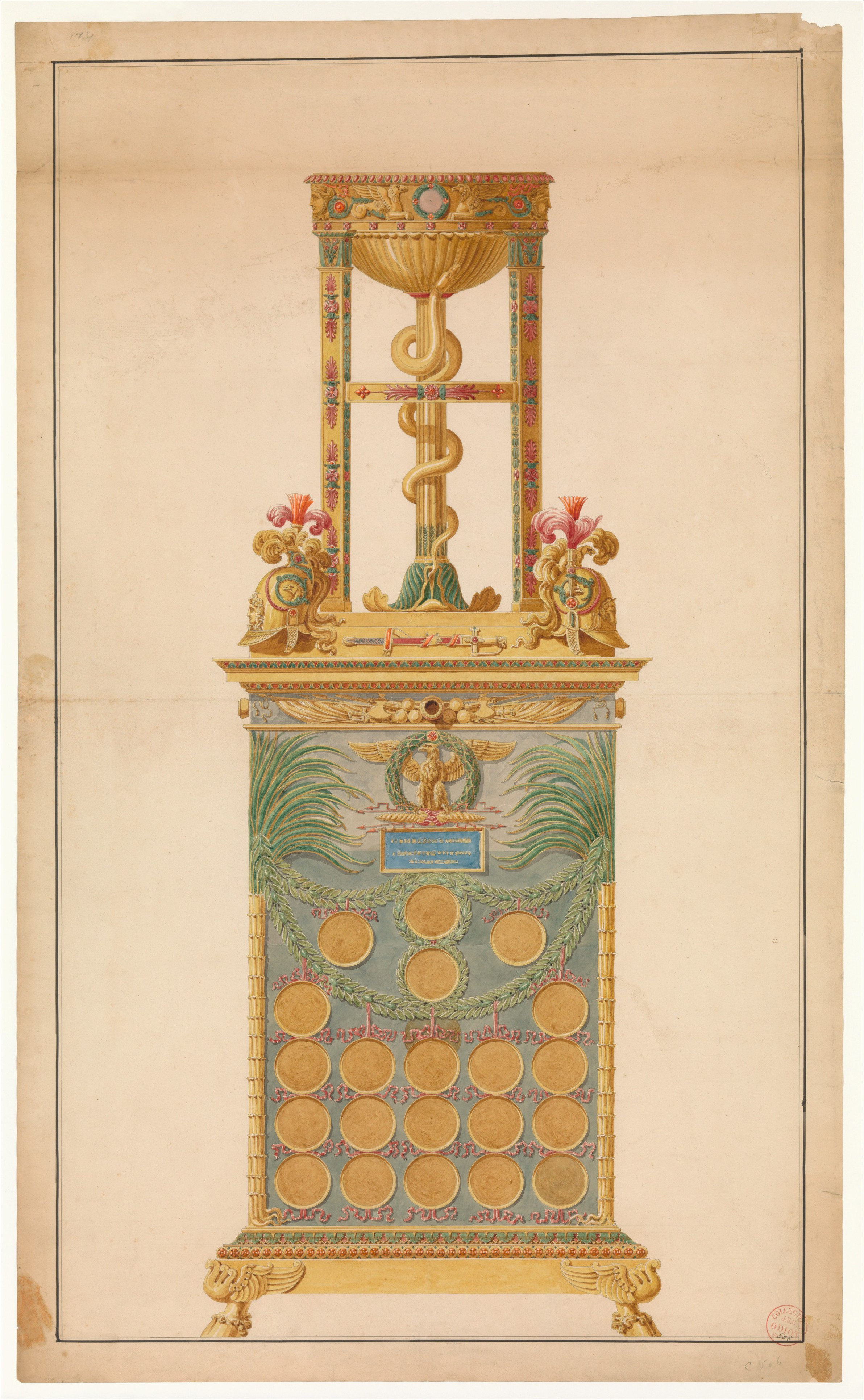
Кабинет медалей Наполеона Бонапарта. После 1804. Бумага, кисть, перо, чернила, акварель. Метрополитен-музей, Нью-Йорк
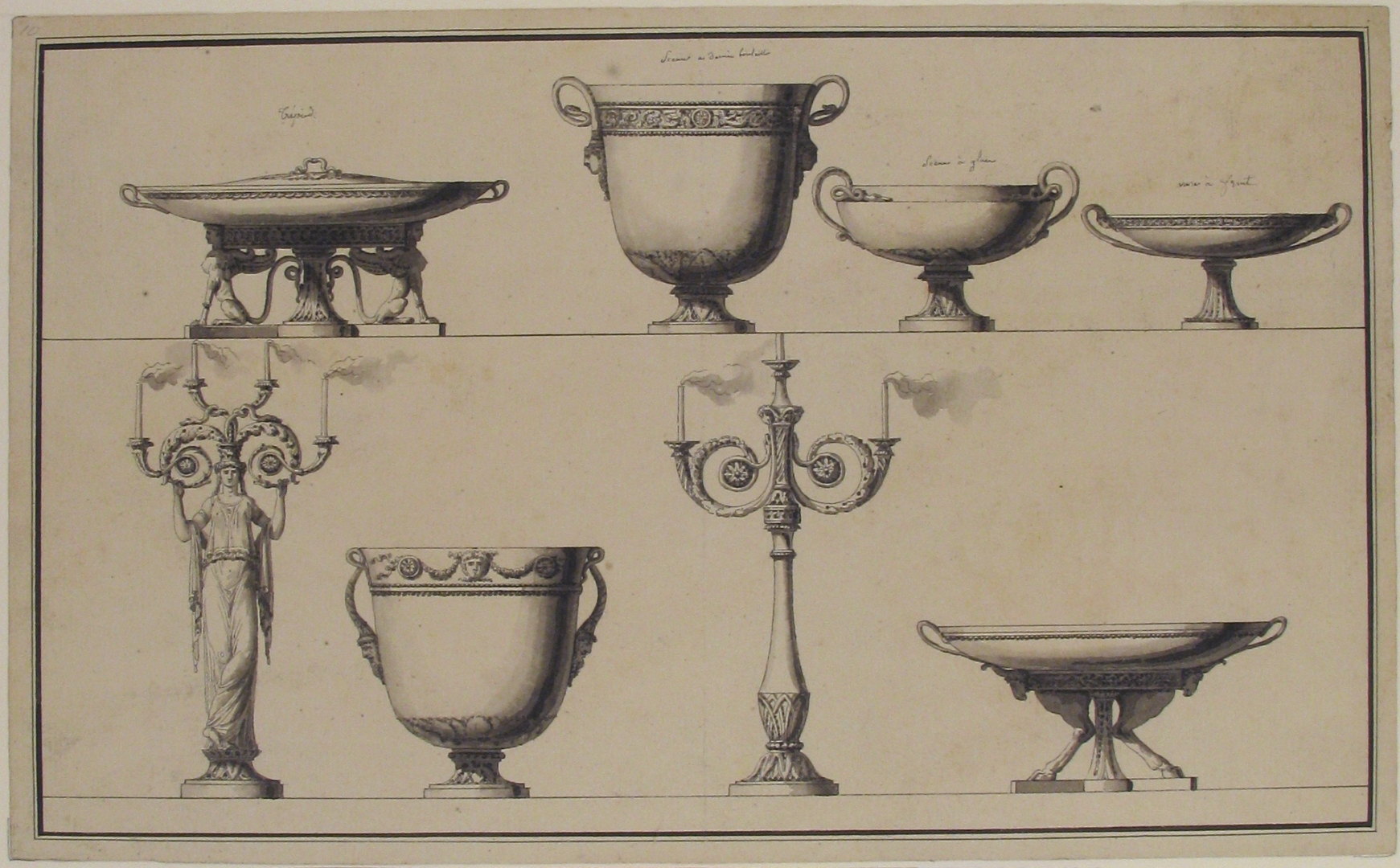
Проекты изделий из серебра.1800-е. Бумага, кисть, перо, чернила. Метрополитен-музей, Нью-Йорк
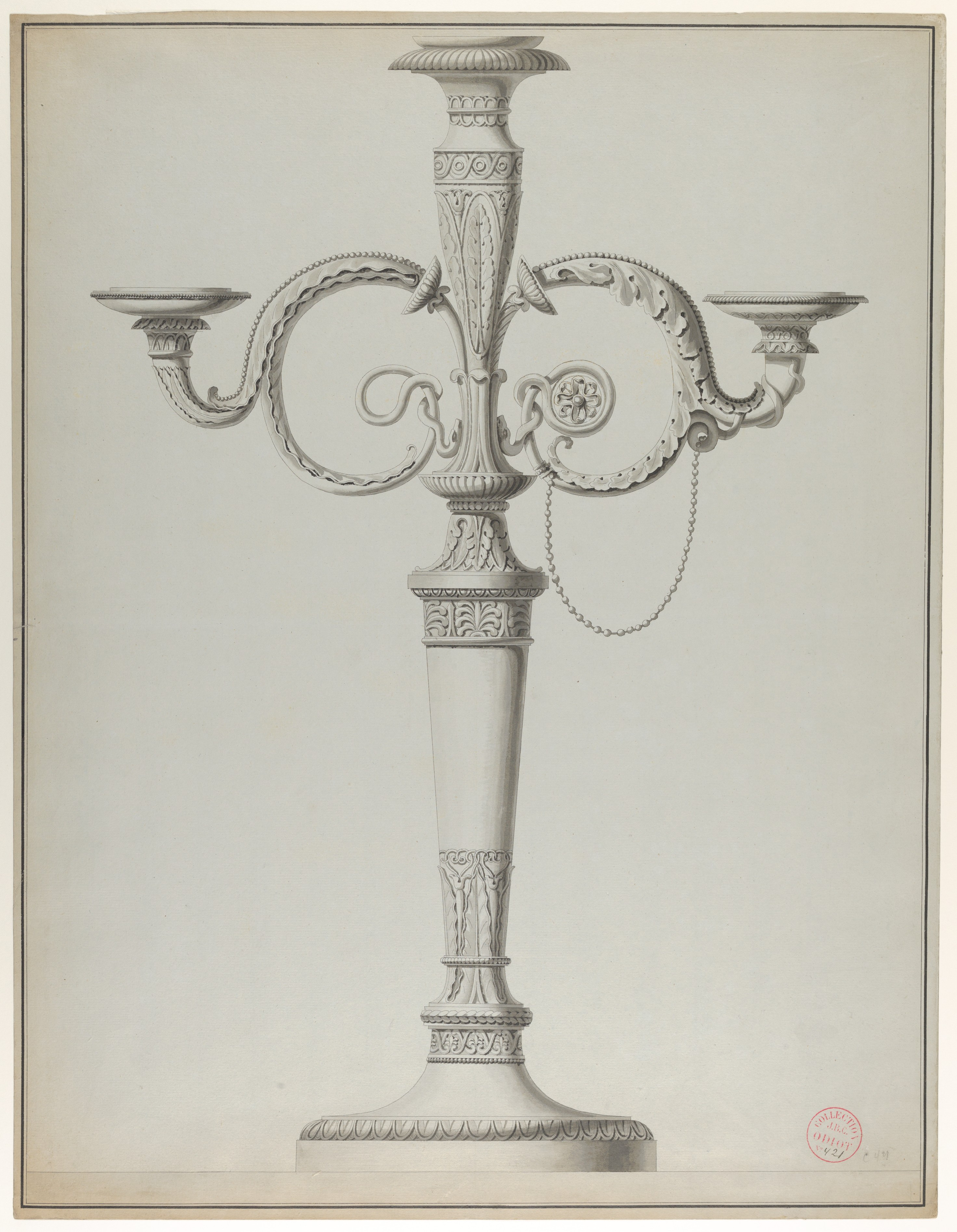
Канделябр. Бумага, кисть, перо, чернила. Метрополитен-музей, Нью-Йорк